# Rim Banna
Rim Banna (în arabă ريم بنا, în ebraică רים בנא, n. 8 decembrie 1966, Nazaret, Districtul de Nord, Israel – d. 24 martie 2018, Nazaret, Districtul de Nord, Israel) a fost o artistă de origine palestiniană, cunoscută în special pentru cântecele sale care aduc o interpretare inedită și un nou suflu muzicii palestiniene populare. Pe lângă interpretă, cântăreață și compozitoare, Rim Banna este și activistă, luptând pentru libertatea poporului său, așa cum ea însăși menționează: „Sunt o artistă și o activistă pentru libertate și dreptate”.

## Date personale
Rim Banna s-a născut în anul 1966, în orașul Nazareth. Urmează cursurile Conservatorului Superior de Muzică de la Moscova, unde îl întâlnește pe viitorul său soț, chitaristul ucrainean Leonid Alexeyenko. Aceștia se căsătoresc în 1991, au trei copii și locuiesc o perioadă în Nazareth. Din 2010 cuplul se separă  .

## Carieră
Rim Banna este remarcată în 1990 de către palestinienii din Israel , datorită proiectului său ce presupunea reînsuflețirea unor cântece și balade vechi pentru copii. Datorită inițiativei artistei, cântece și versuri populare ce erau pe punctul de a fi uitate au fost readuse în casele palestinienilor.

## Viziune artistică
Rim Banna s-a afirmat ca fiind una dintre cele mai importante voci care susțin cauza palestiniană prin muzică. Cântecele sale dau glas suferințelor, speranțelor și aspirațiilor poporului palestinian. În durere și suferință, ostilitate și încercări, încredere și mândrie, Palestina cântă prin Rim Banna .
De asemenea, cântecele în arabă ale lui Rim Banna au fost primite cu entuziasm atât de către ascultătorii arabi, cât și de audiența internațională. Muzica sa a fost clasificată ca fiind post-modernă , iar stilurile muzicale pe care Rim Banna le abordează sunt relative moderne: jazz, blues,ragtime ., însă de cele mai multe ori versurile sunt populare, vechi. Cântăreața afirmă: „O parte din munca noastră constă în a colecta texte tradiționale palestiniene, fără melodie. Pentru ca textele să nu se piardă,  încercăm să le creăm melodii moderne, și totuși inspirate din muzica populară palestiniană” .
Originalitatea cântecelor sale se recunoaște atât prin fuziunea dintre versurile populare și muzica modernă, cât și prin vocea artistei, diferită față de canoanele muzicale ale celorlalte cântărețe arabe: „ Tehnicile cântecului oriental sunt ornamentale, iar noi apreciem tonurile puternice, penetrante. Vocea mea, în schimb, este bidimensională, este mai groasă. Eu scriu cântece care se potrivesc vocii mele. Vreau să creez ceva nou în toate aspectele.”, declară Rim Banna.

## Colaborări
Primele colaborări muzicale ale lui Rim Banna au fost cu fostul său soț, însă numele artistei a început să fie cunoscut în Europa abia după ce producătorul norvegian Erik Hillestad a invitat-o să contribuie la albumul Lullabies from the Axis of Evil (2003).  În cadrul acestui album, cântărețe din Irak, Iran, Korea și Palestina (a cărei reprezentantă a fost Rim Banna) au înregistrat cântece de leagăn în limbile originare, versurile traduse și cântate apoi de artiste din țările vestice. Ideea acestui album a venit ca revoltă împotriva unui discurs al președintelui Bush, din 2002, care folosise expresia „axa răului” pentru a se referi la țări cu care SUA intrase în conflict .

## Discografie
- 1985 - Yafra (numele unei fete din folclorul palestinian)
- 1986 - Dumucuki yā ’ummi (Lacrimile tale, mamă)
- 1993 - Al-Hulm (Visul)
- 1995 - Amar abu laila (Lună nouă)
- 1996 - Mukaghat lil-Atfal (Cântece pentru copii)
- 2002 - Wahdaha btiba'a al-quds (Doar Ierusalimul va mai rămâne)
- 2005 - Mraia ar-ruh (Oglinda sufletului)
- 2006 - Lam takun tilka hikaiati (Aceea nu a fost povestea mea)
- 2007 - Simfonia femeilor: De la nord la sud - cu Cristina del Valle și Mariana Rossell
- 2008 - Mawasim el-banafsaj (Sezoane de violete)
- 2011 - The absent one (Absentul)